# The Delgados
The Delgados — инди-рок-группа, образовавшаяся в 1994 году в Глазго, Шотландия, и в 1990-х годах ставшая, согласно Allmusic, «центром шотландского поп-ренессанса». Группа записывалась на собственном лейбле Chemikal Underground и помогала здесь же делать первые шаги многим другим исполнителям (Bis, Arab Strap, Mogwai и др.). В течение десяти лет существования Delgados их стиль постоянно менялся: от яркого, но наивного поп-минимализма — к «сложным, утончённым поп-композициям, насыщенным звучанием струнных».

## История
Группу образовали друзья детства: Алан Вудвард (англ. Alun Woodward, вокал, гитара), Стюарт Хендерсон (англ. Stewart Henderson, бас-гитара) и Пол Сэвидж (англ. Paul Savage, ударные), поначалу — участники Bubblegum. В 1994 году все трое покинули этот состав, пригласили к участию поющую гитаристку Эмму Поллок (англ. Emma Pollock) и новый квартет назвали The Delgados — в честь Педро Дельгадо, легендарного испанского велогонщика.
Группа создала собственный независимый лейбл Chemikal Underground и на нём выпустила дебютный сингл «Monica Webster», который в феврале 1995 года был объявлен «синглом недели» в еженедельнике Melody Maker. Lazarwalker EP вышел на Radar Records, после чего Delgados вернулись на Chemikal Underground, где выпустили синглы «Cinecentre», «Under Canvas Under Wraps», «Sucrose»). Проведя британское турне c Elastica, группа в октябре выпустила дебютный альбом Domestiques: он был единодушно поддержан критикой, а Джон Пил после выхода пластинки объявил Delgados «лучшей группой Британии». За «Everything Goes Around the Water» (ставшим «синглом недели» как в Melody Maker, так и в NME) последовал второй альбом Peloton (# 56 UK Albums Chart, 1998), второй сингл из которого, «Pull the Wires From the Wall» вышел на первое место в списке лучших синглов года Джона Пила («Festive Fifties»).
Третий альбом записывался долго и с перерывами: в конечном итоге плёнки были переданы американскому продюсеру Дэйву Фридманну (ставшему известным благодаря работе над альбомом Flaming Lips The Soft Bulletin). The Great Eastern вышел в конце 2000 года; Allmusic назвал этот «волшебный шедевр… на световые годы умчавшийся в будущее от нойз-попа их ранних релизов» одним из самых ярких событий года.
В марте 2001 года Delgados выступили в лондонском Barbican Centre, где записали музыку к фильму, посвященному творчеству художника Джо Коулмана. Альбом Hate (#57, UK), также записанный Фридманом, вышел в начале 2002 года. В Universal Audio (2004) группа несколько изменила стиль, отойдя от пышных оркестровок к более жёсткому, мелодичному и в целом жизнерадостному поп-року.
В апреле 2005 года после ухода бас-гитариста Хендерсона The Delgados объявили о распаде. Все четверо сохранили дружеские отношения и продолжают совместно управлять делами Chemikal Underground. Поллок и Вудвард (последний — под псевдонимом Lord Cut-Glass) выступают соло. 12 июня 2006 года — сначала в Англии, затем в США — вышел сборник Delgados The Complete BBC Peel Sessions.

## Дискография

### Альбомы
- Domestiques (1996, LP / CD)
- The Complete BBC Peel Sessions (Strange Fruit, 1997 CD)
- Peloton (1998, LP / CD)
- The Great Eastern (2000, LP / CD)
- Live at the Fruitmarket (2001, CD)
- Hate (2002, Mantra LP / CD)
- Universal Audio (2004, LP / CD)
- The Complete BBC Peel Sessions (2006, CD)

### Синглы и EPs
- «Monica Webster» / «Brand New Car» (1995, 7")
- «I’ve Only Just Started to Breathe» (Ché, 2x7", сплит: Bis, Merzbow, The Golden Mile)
- «Lazarwalker» (1996 7"/CD)
- «Cinecentre» (1996, 7"/CD)
- «Under Canvas Under Wraps» (1996, 7"/CD)
- «Sucrose» (1996, 7"/CD)
- «Everything Goes Around the Water» (1998, 7"/CD)
- «Pull the Wires From the Wall» (1998, 7"/CD)
- «The Weaker Argument Defeats the Stronger» (1998, 7"/CD)
- «American Trilogy» (2000, 7"/CD)
- «No Danger (Kids' Choir)» (2000, 7"/CD)
- «Coming in From the Cold» (2002, 7" /CD)
- «All You Need is Hate» (2003, CD)
- «Everybody Come Down» (2004, 7"/CD)
- «Girls Of Valour» (2005, 7")